# NGC 7501
NGC 7501 este o galaxie eliptică situată în constelația Peștii. A fost descoperită în 2 septembrie 1864 de către Albert Marth.